# Municipio de Huejutla de Reyes
El municipio de Huejutla de Reyes es uno de los ochenta y cuatro municipios que conforman el estado de Hidalgo, México. La cabecera municipal y la localidad más poblada es Huejutla de Reyes.
El municipio se localiza al norte del territorio hidalguense entre los paralelos 21°2′ y 21°16′ de latitud norte; los meridianos  98°16′ y 98°37′ de longitud oeste; con una altitud entre 100 y 1400 m s. n. m. Este municipio cuenta con una superficie de 394.02 km², y representa el 1.89 % de la superficie del estado; dentro de la región geográfica denominada como la Huasteca hidalguense.
Colinda al norte con el municipio de San Felipe Orizatlán y con el estado de Veracruz de Ignacio de la Llave; al este con el estado de Veracruz de Ignacio de la Llave y con los municipios de Huautla y Atlapexco; al sur con los municipios de Atlapexco, Huazalingo y Tlanchinol; al oeste con los municipios de Tlanchinol, Jaltocán y San Felipe Orizatlán.

## Toponimia
Del náhuatl Huexotl ‘sauz’ y tlan ‘lugar’ por lo que su significado sería: ‘Lugar donde abundan los sauces’.

## Geografía

### Relieve e hidrográfica

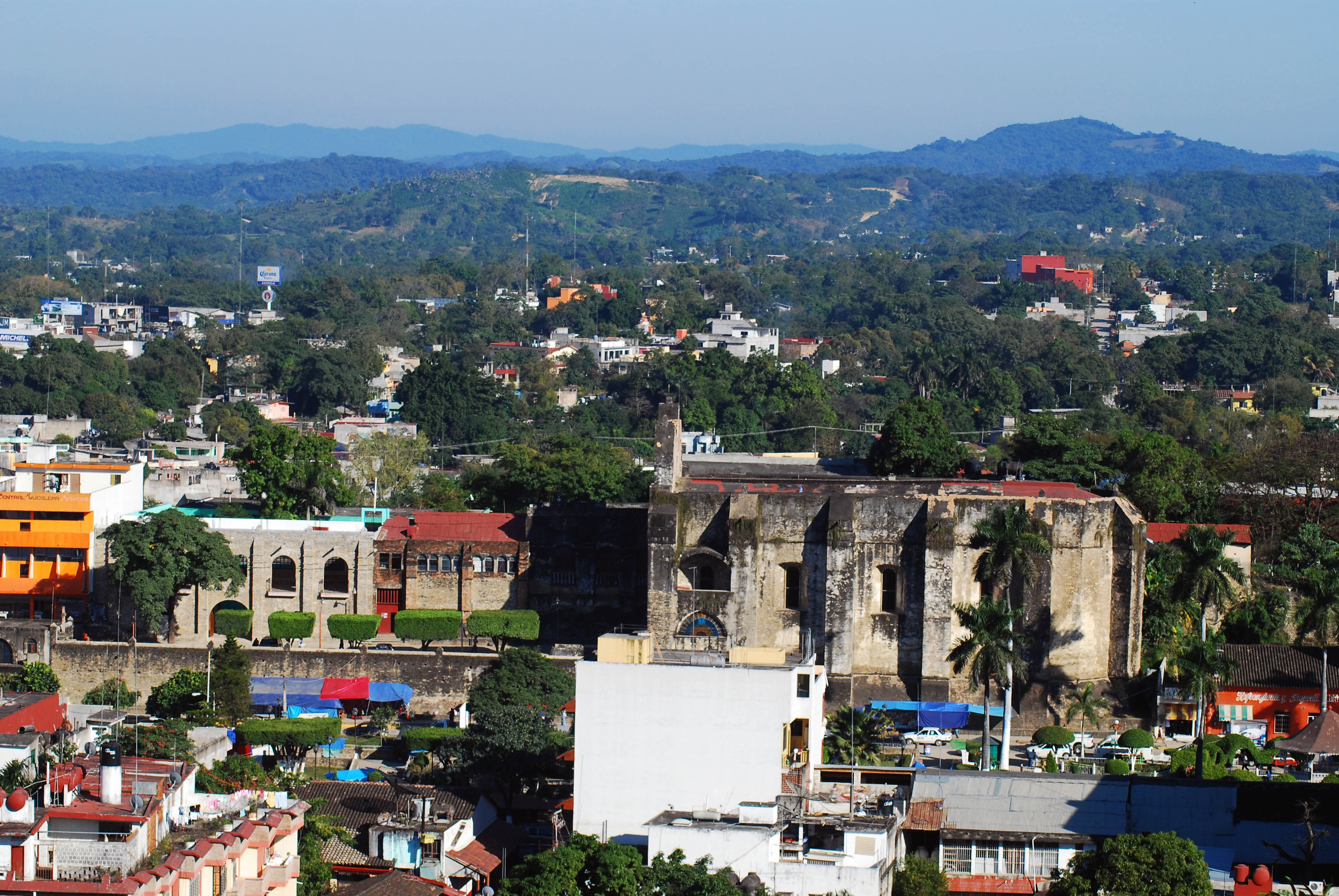
Panorámica de Huejutla.

En cuanto a fisiografía se encuentra dentro de las provincias de Sierra Madre Oriental (65.0%) y Llanura Costera del Golfo Norte (35.0%); dentro de la subprovincias del Carso Huasteco (65.0%) y Llanuras y Lomeríos (35.0%). Su territorio es sierra (65.0%) y lomerío (35.0%).
En cuanto a su geología corresponde al periodo paleógeno (76.0), cuaternario (18.45%) y neógeno (2.0%). Con rocas tipo ígnea extrusiva: basalto (2.0%); Sedimentaria: lutita–arenisca (76.0%); Suelo: aluvial (18.45%). En cuanto a edafología el suelo dominante es phaeozem (63.45%), leptosol (31.0%) y vertisol (2.0%).
En lo que respecta a la hidrología se encuentra posicionado en la región hidrológica del Pánuco; en la cuenca del río Moctezuma; dentro de la subcuenca de río Los Hules (68.0%), río Tempoal (24.0%) y río San Pedro (8.0%). Al municipio lo cruzan los ríos el Chiguiñoso, el cual se une a los de Tecoluco, Candelaria y Santa Cruz, mismos que abastecen de agua al municipio.
El municipio alcanza los con 100 m s. n. m., siendo los puntos con menos altitud del estado de Hidalgo.

### Clima
El territorio municipal se encuentran los siguientes climas con su respectivo porcentaje: Semicálido húmedo con abundantes lluvias en verano (52.0%) y semicálido húmedo con lluvias todo el año (48.0%).

### Ecología
En cuanto a flora está formada por acacia, totopo, guayacule, huizapole, coachapo, palo de chachalaca, berenjena, acalama, corbata, acullo, tepotza, amole, chayacaxte, raspa sombrero, olopaya, candelilla, bejuco de toro, chote, cedro, zapote, brasil, chijol, cohuayote, otalillo, capulín, mohuite, patlache, limonaria y aguachile. En cuanto a fauna  la componen mamíferos como el tigrillo, el venado, el armadillo, el jabalí, el gato montés, el conejo, la liebre y una gran diversidad de reptiles, como la víbora de cascabel y el coralillo entre otras. También cuenta con aves como el halcón, la lechuza, colibrí, el garzón y el zopilote.

## Demografía

### Población
De acuerdo a los resultados que presentó el Censo Población y Vivienda 2020 del INEGI, el municipio cuenta con un total de 126 781 habitantes, siendo 61 321 hombres y 65 460 mujeres. Tiene una densidad de 321.7 hab/km², la mitad de la población tiene 28 años o menos, existen 93 hombres por cada 100 mujeres.
El porcentaje de población que habla lengua indígena es de 53.79 %, y el porcentaje de población que se considera afromexicana o afrodescendiente es de 1.77 %. En el municipio se hablan principalmente Náhuatl de la Huasteca hidalguense.
Tiene una Tasa de alfabetización de 98.9 % en la población de 15 a 24 años, de 79.1 % en la población de 25 años y más. El porcentaje de población según nivel de escolaridad, es de 14.4 % sin escolaridad, el 48.5 % con educación básica, el 18.8 % con educación media superior, el 18.2 % con educación superior, y 0.1 % no especificado.
El porcentaje de población afiliada a servicios de salud es de 81.3 %. El 19.1 % se encuentra afiliada al IMSS, el 60.9 % al INSABI, el 16.1 % al ISSSTE, 2.6 % IMSS Bienestar, 1.2 % a las dependencias de salud de PEMEX, Defensa o Marina, 1.2 % a una institución privada, y el 1.3 % a otra institución. El porcentaje de población con alguna discapacidad es de 5.4 %. El porcentaje de población según situación conyugal, el 38.3 % se encuentra casada, el 31.5 % soltera, el 19.8 % en unión libre, el 4.1 % separada, el 0.9 % divorciada, el 5.4 % viuda.
Para 2020, el total de viviendas particulares habitadas es de 31 513 viviendas, representa el 3.7 % del total estatal. Con un promedio de ocupantes por vivienda 4.0 personas. Predominan las viviendas con tabique y block. En el municipio para el año 2020, el servicio de energía eléctrica abarca una cobertura del 99.1 %; el servicio de agua entubada un 47.2 %; el servicio de drenaje cubre un 90.7 %; y el servicio sanitario un 98.0 %.

### Localidades

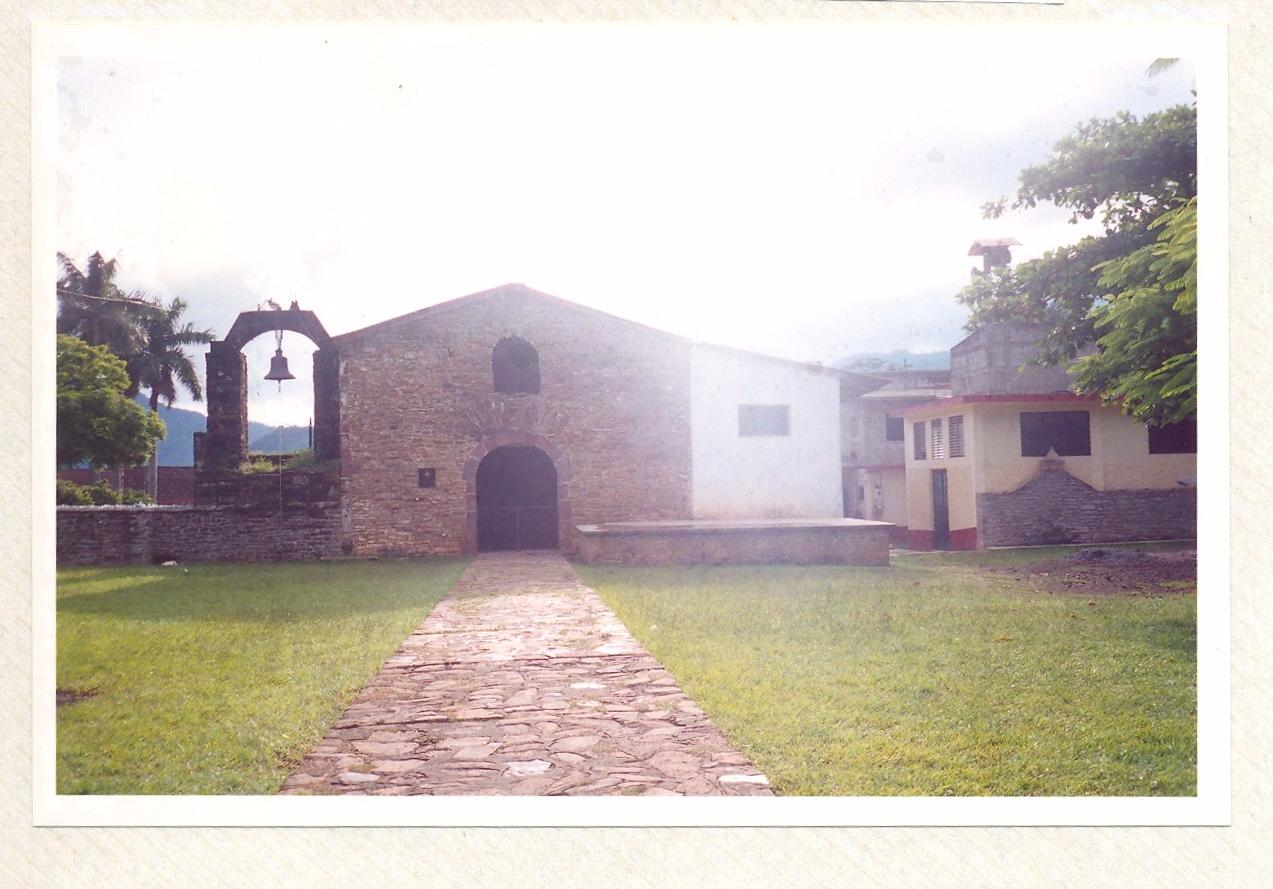
Localidad de Coacuilco.

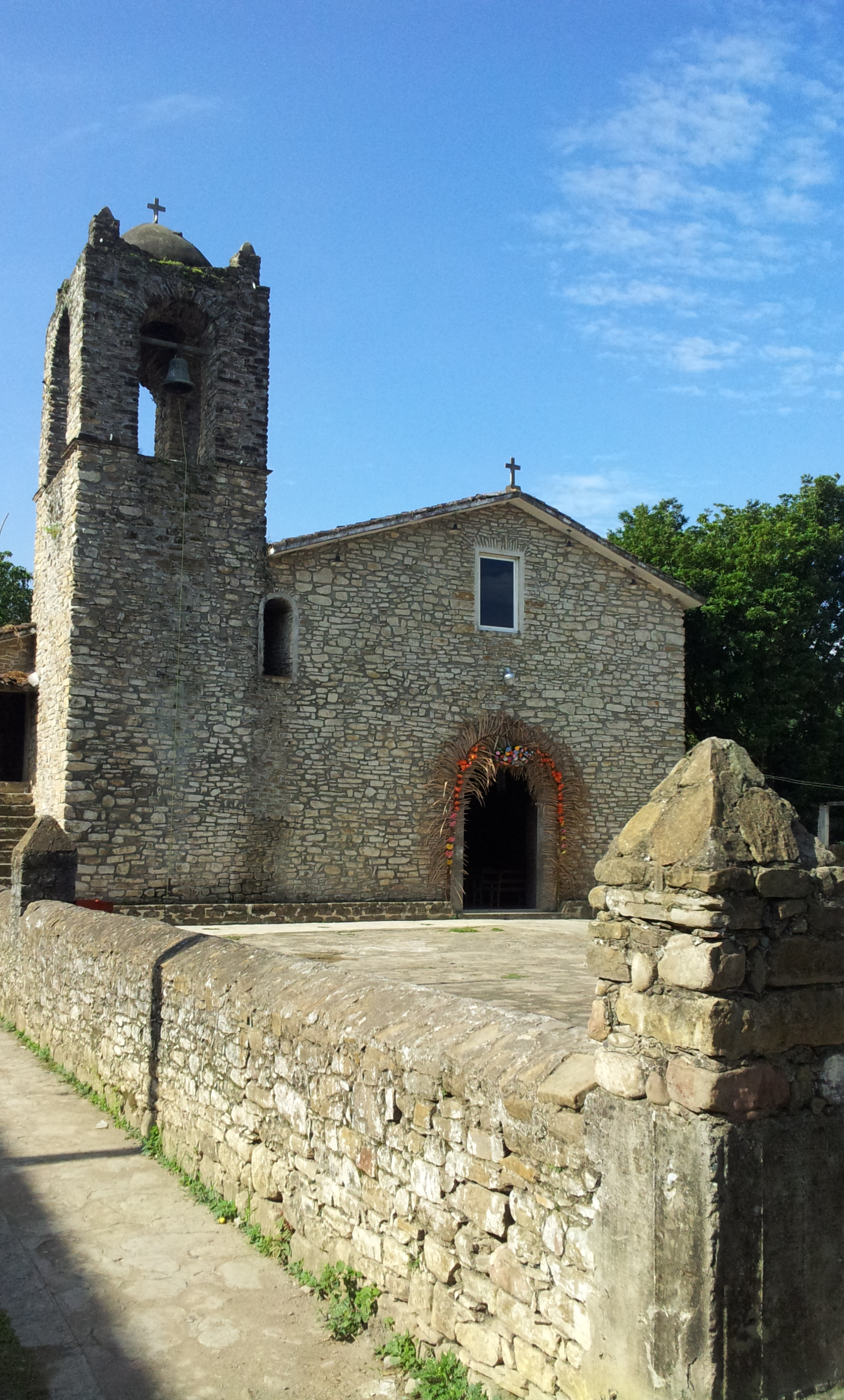
Localidad de Macuxtepetla.

Para el año 2020, de acuerdo al Catálogo de Localidades, el municipio cuenta con 210 localidades.
| Código INEGI | Localidad                           | Población (2020) | Porcentaje (%) | Ámbito Población | Categoría Población |
| ------------ | ----------------------------------- | ---------------- | -------------- | ---------------- | ------------------- |
| 130280001    | Huejutla de Reyes                   | 44 311           | 34.951         | Urbano           | Ciudad              |
| 130280042    | Chililico                           | 3863             | 3.047          | Urbano           | Comunidad           |
| 130280023    | Coacuilco                           | 3369             | 2.657          | Urbano           | Comunidad           |
| 130280088    | Tehuetlán                           | 3072             | 2.423          | Urbano           | Comunidad           |
| 130280228    | Parque de Poblamiento Solidaridad   | 2415             | 1.905          | Rural            | Comunidad           |
| 130280069    | Pahuatlán                           | 2246             | 1.772          | Rural            | Comunidad           |
| 130280103    | Xiquila                             | 2051             | 1.618          | Rural            | Comunidad           |
| 130280057    | Ixcatlán                            | 1868             | 1.473          | Rural            | Comunidad           |
| 130280087    | Teacal                              | 1712             | 1.350          | Rural            | Comunidad           |
| 130280081    | Santa Cruz                          | 1573             | 1.241          | Rural            | Comunidad           |
| 130280066    | Oxtomal I                           | 1470             | 1.159          | Rural            | Comunidad           |
| 130280041    | Chalahuiyapa                        | 1428             | 1.126          | Rural            | Comunidad           |
| 130280112    | Acuapa                              | 1371             | 1.081          | Rural            | Comunidad           |
| 130280226    | Oxtomal II                          | 1248             | 0.984          | Rural            | Comunidad           |
| 130280080    | Santa Catarina                      | 1227             | 0.968          | Rural            | Comunidad           |
| 130280093    | Tepexititla                         | 1203             | 0.949          | Rural            | Comunidad           |
| 130280021    | Candelaria                          | 1019             | 0.804          | Rural            | Comunidad           |
| 130280062    | Machetla                            | 998              | 0.787          | Rural            | Comunidad           |
| 130280025    | Cuapaxtitla                         | 977              | 0.771          | Rural            | Comunidad           |
| 130280009    | Ahuatempa                           | 975              | 0.769          | Rural            | Comunidad           |
| 130280007    | Acuatempa                           | 966              | 0.762          | Rural            | Comunidad           |
| 130280064    | Los Otates                          | 921              | 0.726          | Rural            | Comunidad           |
| 130280015    | Axcaco                              | 916              | 0.723          | Rural            | Comunidad           |
| 130280071    | Panacaxtlán                         | 867              | 0.684          | Rural            | Comunidad           |
| 130280054    | Humotitla Candelaria                | 797              | 0.629          | Rural            | Comunidad           |
| 130280078    | Rancho Viejo                        | 771              | 0.608          | Rural            | Comunidad           |
| 130280052    | Huitzacháhuatl                      | 739              | 0.583          | Rural            | Comunidad           |
| 130280037    | Cuaxocotitla                        | 693              | 0.547          | Rural            | Comunidad           |
| 130280104    | Xocotitla                           | 680              | 0.536          | Rural            | Comunidad           |
| 130280061    | Macuxtepetla                        | 657              | 0.518          | Rural            | Comunidad           |
| 130280030    | Contépec                            | 645              | 0.509          | Rural            | Comunidad           |
| 130280008    | Aguacatitla                         | 633              | 0.499          | Rural            | Comunidad           |
| 130280085    | Tlaltzintla                         | 616              | 0.486          | Rural            | Comunidad           |
| 130280123    | Las Chacas                          | 611              | 0.482          | Rural            | Comunidad           |
| 130280024    | Coamila                             | 610              | 0.481          | Rural            | Comunidad           |
| 130280010    | Ámaxac                              | 596              | 0.470          | Rural            | Comunidad           |
| 130280063    | La Mesa de Limantitla               | 593              | 0.468          | Rural            | Comunidad           |
| 130280134    | Zapotitla                           | 580              | 0.457          | Rural            | Comunidad           |
| 130280018    | Calmecate                           | 558              | 0.440          | Rural            | Comunidad           |
| 130280111    | Congreso Permanente Agrario         | 550              | 0.434          | Rural            | Comunidad           |
| 130280031    | La Corrala                          | 542              | 0.428          | Rural            | Comunidad           |
| 130280206    | Todos por Hidalgo                   | 538              | 0.424          | Rural            | Comunidad           |
| 130280035    | Cruztitla                           | 527              | 0.416          | Rural            | Comunidad           |
| 130280099    | Tlalnepanco                         | 526              | 0.415          | Rural            | Comunidad           |
| 130280067    | Ozuluama                            | 519              | 0.409          | Rural            | Comunidad           |
| 130280137    | Tepeolol                            | 519              | 0.409          | Rural            | Comunidad           |
| 130280026    | Coco Chico                          | 512              | 0.404          | Rural            | Comunidad           |
| 130280051    | Huehuetla                           | 511              | 0.403          | Rural            | Comunidad           |
| 130280056    | Ixcatépec                           | 507              | 0.400          | Rural            | Comunidad           |
| 130280083    | Sitlán                              | 501              | 0.395          | Rural            | Comunidad           |
| 130280017    | Cacateco                            | 486              | 0.383          | Rural            | Ranchería           |
| 130280255    | Hueynali                            | 480              | 0.379          | Rural            | Ranchería           |
| 130280045    | El Chote                            | 477              | 0.376          | Rural            | Ranchería           |
| 130280197    | Pochotitla                          | 465              | 0.367          | Rural            | Ranchería           |
| 130280191    | La Curva Tlaltzintla                | 455              | 0.359          | Rural            | Ranchería           |
| 130280210    | Palzoquiapa                         | 450              | 0.355          | Rural            | Ranchería           |
| 130280032    | Coxhuaco II                         | 441              | 0.348          | Rural            | Ranchería           |
| 130280036    | Cuatecómetl                         | 437              | 0.345          | Rural            | Ranchería           |
| 130280044    | Chiquemecatitla                     | 433              | 0.342          | Rural            | Ranchería           |
| 130280186    | Poxtla Ixcatlán                     | 430              | 0.339          | Rural            | Ranchería           |
| 130280002    | Atalco                              | 418              | 0.330          | Rural            | Ranchería           |
| 130280072    | Los Parajes                         | 413              | 0.326          | Rural            | Ranchería           |
| 130280192    | Zocuiteco Benito Juárez             | 396              | 0.312          | Rural            | Ranchería           |
| 130280053    | Huitzquilititla                     | 386              | 0.304          | Rural            | Ranchería           |
| 130280028    | Cochiscuatitla las Chacas           | 381              | 0.301          | Rural            | Ranchería           |
| 130280110    | Zohuala                             | 381              | 0.301          | Rural            | Ranchería           |
| 130280050    | Los Horcones                        | 380              | 0.300          | Rural            | Ranchería           |
| 130280145    | La Pastora                          | 374              | 0.295          | Rural            | Ranchería           |
| 130280133    | Zacapetlayo                         | 374              | 0.295          | Rural            | Ranchería           |
| 130280022    | Cececapa                            | 371              | 0.293          | Rural            | Ranchería           |
| 130280013    | Aquixcuatitla I                     | 370              | 0.292          | Rural            | Ranchería           |
| 130280269    | Ampliación Buena Vista              | 366              | 0.289          | Rural            | Ranchería           |
| 130280216    | El Naranjal                         | 358              | 0.282          | Rural            | Ranchería           |
| 130280092    | Tepemaxac                           | 358              | 0.282          | Rural            | Ranchería           |
| 130280075    | Poxtla Coacuilco                    | 352              | 0.278          | Rural            | Ranchería           |
| 130280014    | Ateixco                             | 348              | 0.274          | Rural            | Ranchería           |
| 130280096    | Terrero                             | 338              | 0.267          | Rural            | Ranchería           |
| 130280086    | Tamalcuatitla                       | 331              | 0.261          | Rural            | Ranchería           |
| 130280058    | Ixtlahuac                           | 328              | 0.259          | Rural            | Ranchería           |
| 130280203    | Zacayahual                          | 328              | 0.259          | Rural            | Ranchería           |
| 130280098    | Tetzacual                           | 325              | 0.256          | Rural            | Ranchería           |
| 130280084    | Tacuatitla                          | 308              | 0.243          | Rural            | Ranchería           |
| 130280152    | Atappa                              | 303              | 0.239          | Rural            | Ranchería           |
| 130280034    | La Cruz de Zocuiteco                | 301              | 0.237          | Rural            | Ranchería           |
| 130280076    | Buena Vista                         | 300              | 0.237          | Rural            | Ranchería           |
| 130280118    | Los Parajes Benito Juárez           | 297              | 0.234          | Rural            | Ranchería           |
| 130280258    | Tulaxtitla                          | 295              | 0.233          | Rural            | Ranchería           |
| 130280131    | Tepehica                            | 289              | 0.228          | Rural            | Ranchería           |
| 130280011    | Apetlaco Aguacatitla                | 283              | 0.223          | Rural            | Ranchería           |
| 130280270    | Tepeixpa                            | 281              | 0.222          | Rural            | Ranchería           |
| 130280189    | Tepetate                            | 280              | 0.221          | Rural            | Ranchería           |
| 130280180    | Coyoltzintla                        | 273              | 0.215          | Rural            | Ranchería           |
| 130280079    | San Antonio                         | 267              | 0.211          | Rural            | Ranchería           |
| 130280184    | Huacaxtitla                         | 264              | 0.208          | Rural            | Ranchería           |
| 130280027    | Coco Grande                         | 250              | 0.197          | Rural            | Ranchería           |
| 130280266    | Renacimiento Tlalpani               | 249              | 0.196          | Rural            | Ranchería           |
| 130280119    | Ixcuicuila                          | 243              | 0.192          | Rural            | Ranchería           |
| 130280224    | Machetla II                         | 241              | 0.190          | Rural            | Ranchería           |
| 130280268    | Aquixcuatitla II                    | 240              | 0.189          | Rural            | Ranchería           |
| 130280121    | El Xúchitl                          | 237              | 0.187          | Rural            | Ranchería           |
| 130280070    | Palzoquico                          | 236              | 0.186          | Rural            | Ranchería           |
| 130280108    | Acayahual                           | 235              | 0.185          | Rural            | Ranchería           |
| 130280135    | Xiloco                              | 235              | 0.185          | Rural            | Ranchería           |
| 130280201    | Xochititla                          | 233              | 0.184          | Rural            | Ranchería           |
| 130280175    | Aguacatitla Ixcatlán                | 226              | 0.178          | Rural            | Ranchería           |
| 130280059    | Lemontitla                          | 224              | 0.177          | Rural            | Ranchería           |
| 130280040    | Chalahuitzintla                     | 215              | 0.170          | Rural            | Ranchería           |
| 130280046    | Ecuatitla                           | 214              | 0.169          | Rural            | Ranchería           |
| 130280116    | Tezóhual                            | 210              | 0.166          | Rural            | Ranchería           |
| 130280256    | Terrero Abajo                       | 207              | 0.163          | Rural            | Ranchería           |
| 130280238    | Ojtlamekayo                         | 204              | 0.161          | Rural            | Ranchería           |
| 130280130    | Tancha                              | 204              | 0.161          | Rural            | Ranchería           |
| 130280016    | Axihuiyo                            | 203              | 0.160          | Rural            | Ranchería           |
| 130280114    | Achichípil                          | 196              | 0.155          | Rural            | Ranchería           |
| 130280183    | La Esperanza                        | 196              | 0.155          | Rural            | Ranchería           |
| 130280132    | Tepeyacapa                          | 195              | 0.154          | Rural            | Ranchería           |
| 130280225    | El Ojite                            | 194              | 0.153          | Rural            | Ranchería           |
| 130280220    | Charco Azul                         | 191              | 0.151          | Rural            | Ranchería           |
| 130280128    | Pitzontzintla                       | 187              | 0.147          | Rural            | Ranchería           |
| 130280205    | La Peña Cruztitla                   | 185              | 0.146          | Rural            | Ranchería           |
| 130280073    | El Pemuche                          | 183              | 0.144          | Rural            | Ranchería           |
| 130280089    | Temaxcaltitla                       | 181              | 0.143          | Rural            | Ranchería           |
| 130280055    | Humotitla Coyuco                    | 177              | 0.140          | Rural            | Ranchería           |
| 130280194    | Coxhuaco I                          | 175              | 0.138          | Rural            | Ranchería           |
| 130280251    | Tlamaya Tepehica                    | 175              | 0.138          | Rural            | Ranchería           |
| 130280102    | Xionaxtla                           | 174              | 0.137          | Rural            | Ranchería           |
| 130280149    | Ahuatitla I                         | 171              | 0.135          | Rural            | Ranchería           |
| 130280252    | La Mesa de Axcaco                   | 169              | 0.133          | Rural            | Ranchería           |
| 130280091    | Tepemalintla                        | 161              | 0.127          | Rural            | Ranchería           |
| 130280157    | Pahuatzintla                        | 155              | 0.122          | Rural            | Ranchería           |
| 130280253    | Ahuehuetitla [Fraccionamiento]      | 153              | 0.121          | Rural            | Ranchería           |
| 130280090    | Tiocuatitla                         | 153              | 0.121          | Rural            | Ranchería           |
| 130280250    | San José                            | 151              | 0.119          | Rural            | Ranchería           |
| 130280127    | Cuachiquiapa                        | 150              | 0.118          | Rural            | Ranchería           |
| 130280065    | Oxale                               | 148              | 0.117          | Rural            | Ranchería           |
| 130280129    | Santa María                         | 146              | 0.115          | Rural            | Ranchería           |
| 130280193    | Chomaquico                          | 141              | 0.111          | Rural            | Ranchería           |
| 130280229    | Talnepantipa                        | 140              | 0.110          | Rural            | Ranchería           |
| 130280020    | Candelacta                          | 138              | 0.109          | Rural            | Ranchería           |
| 130280006    | Acoyotipa                           | 131              | 0.103          | Rural            | Ranchería           |
| 130280260    | Niños Héroes                        | 126              | 0.099          | Rural            | Ranchería           |
| 130280142    | Coyoltitla                          | 125              | 0.099          | Rural            | Ranchería           |
| 130280212    | Rancho Nuevo Macuxtepetla           | 124              | 0.098          | Rural            | Ranchería           |
| 130280247    | Barrio los Cubes                    | 116              | 0.091          | Rural            | Ranchería           |
| 130280241    | Xochiatipa                          | 116              | 0.091          | Rural            | Ranchería           |
| 130280033    | Coyuco Nuevo                        | 115              | 0.091          | Rural            | Ranchería           |
| 130280188    | Santa Martha                        | 115              | 0.091          | Rural            | Ranchería           |
| 130280106    | Xochitzintla                        | 112              | 0.088          | Rural            | Ranchería           |
| 130280176    | Atexaltipa                          | 108              | 0.085          | Rural            | Ranchería           |
| 130280204    | Zapotitla Anexo Ixcatlán            | 107              | 0.084          | Rural            | Ranchería           |
| 130280101    | Xilipatitla                         | 105              | 0.083          | Rural            | Ranchería           |
| 130280271    | Bella Airosa [Colonia]              | 101              | 0.080          | Rural            | Ranchería           |
| 130280219    | Chacatitla                          | 101              | 0.080          | Rural            | Ranchería           |
| 130280156    | Coyotepec                           | 101              | 0.080          | Rural            | Ranchería           |
| 130280267    | Chintanta                           | 99               | 0.078          | Rural            | Ranchería           |
| 130280209    | Rancho Nuevo Ixcatlán               | 99               | 0.078          | Rural            | Ranchería           |
| 130280199    | Tepoxtequito Santa Mónica [Colonia] | 99               | 0.078          | Rural            | Ranchería           |
| 130280257    | Los Frailes                         | 96               | 0.076          | Rural            | Ranchería           |
| 130280144    | Ahuacahíxpa Ixcatlán                | 91               | 0.072          | Rural            | Ranchería           |
| 130280153    | Cacatetitla                         | 91               | 0.072          | Rural            | Ranchería           |
| 130280202    | Xoloxtla                            | 89               | 0.070          | Rural            | Ranchería           |
| 130280196    | Ilamactla                           | 88               | 0.069          | Rural            | Ranchería           |
| 130280148    | Nepalapa                            | 88               | 0.069          | Rural            | Ranchería           |
| 130280222    | El Crucero                          | 87               | 0.069          | Rural            | Ranchería           |
| 130280082    | Santa Cruz Coyuco                   | 82               | 0.065          | Rural            | Ranchería           |
| 130280254    | Tamaya Ahuehuetitla                 | 82               | 0.065          | Rural            | Ranchería           |
| 130280215    | Cochiscuatitla Anexo Ixcatlán       | 79               | 0.062          | Rural            | Ranchería           |
| 130280207    | Escuatitla                          | 79               | 0.062          | Rural            | Ranchería           |
| 130280182    | Ecuatzintla                         | 76               | 0.060          | Rural            | Ranchería           |
| 130280185    | Las Nueces                          | 76               | 0.060          | Rural            | Ranchería           |
| 130280259    | Apetlaco Huerota                    | 74               | 0.058          | Rural            | Ranchería           |
| 130280213    | Ahuatzintla                         | 73               | 0.058          | Rural            | Ranchería           |
| 130280173    | Chachaixpa                          | 70               | 0.055          | Rural            | Ranchería           |
| 130280232    | Capáne                              | 65               | 0.051          | Rural            | Ranchería           |
| 130280239    | Santa Ana                           | 65               | 0.051          | Rural            | Ranchería           |
| 130280276    | Tetzahapa II                        | 65               | 0.051          | Rural            | Ranchería           |
| 130280218    | Cececámel                           | 60               | 0.047          | Rural            | Ranchería           |
| 130280150    | Octatitla                           | 59               | 0.047          | Rural            | Ranchería           |
| 130280246    | Acoyotipan                          | 57               | 0.045          | Rural            | Ranchería           |
| 130280113    | Acuitatipa                          | 57               | 0.045          | Rural            | Ranchería           |
| 130280230    | Tehuetlanito                        | 55               | 0.043          | Rural            | Ranchería           |
| 130280231    | Tilcalco                            | 55               | 0.043          | Rural            | Ranchería           |
| 130280155    | Amoyahual                           | 53               | 0.042          | Rural            | Ranchería           |
| 130280200    | Tetzahapa I                         | 51               | 0.040          | Rural            | Ranchería           |
| 130280151    | Tachiquilzintla                     | 47               | 0.037          | Rural            | Ranchería           |
| 130280211    | San José Anexo Ixcatlán             | 42               | 0.033          | Rural            | Ranchería           |
| 130280012    | Apílol                              | 41               | 0.032          | Rural            | Ranchería           |
| 130280223    | La Garita                           | 41               | 0.032          | Rural            | Ranchería           |
| 130280262    | La Curva Tlaltzintla II             | 40               | 0.032          | Rural            | Ranchería           |
| 130280275    | Ahuatitla II                        | 33               | 0.026          | Rural            | Ranchería           |
| 130280272    | Rancho Nuevo Ahuatzintla            | 33               | 0.026          | Rural            | Ranchería           |
| 130280217    | Aquexquillo                         | 32               | 0.025          | Rural            | Ranchería           |
| 130280143    | Ahuatipa                            | 31               | 0.024          | Rural            | Ranchería           |
| 130280273    | Asociación Civil [Colonia]          | 30               | 0.024          | Rural            | Ranchería           |
| 130280274    | Colonia Industrial                  | 28               | 0.022          | Rural            | Ranchería           |
| 130280146    | Cocumul                             | 25               | 0.020          | Rural            | Ranchería           |
| 130280208    | Ahuehuetitla                        | 21               | 0.017          | Rural            | Ranchería           |
| 130280264    | San Diego                           | 21               | 0.017          | Rural            | Ranchería           |
| 130280179    | Las Conchitas                       | 19               | 0.015          | Rural            | Ranchería           |
| 130280125    | Chilcoaloya                         | 17               | 0.013          | Rural            | Ranchería           |
| 130280249    | El Puente (El Vado)                 | 11               | 0.009          | Rural            | Ranchería           |
| 130280198    | La Güera [Colonia]                  | 9                | 0.007          | Rural            | Ranchería           |
| 130280221    | Ejido de Rancho Viejo               | 7                | 0.006          | Rural            | Ranchería           |
| 130280243    | Malila                              | 7                | 0.006          | Rural            | Ranchería           |
| 130280003    | Acatitla                            | 5                | 0.004          | Rural            | Ranchería           |
| 130280195    | El Chocoyo [Granja]                 | 5                | 0.004          | Rural            | Ranchería           |
| 130280263    | El Paraíso                          | 5                | 0.004          | Rural            | Ranchería           |
| 130280094    | Tepoxteco                           | 4                | 0.003          | Rural            | Ranchería           |
| 130280235    | Las Chacas                          | 3                | 0.002          | Rural            | Ranchería           |
| 130280242    | Coxcatzintla                        | 2                | 0.002          | Rural            | Ranchería           |

## Política
Se erigió como municipio el 6 de agosto de 1824. El Ayuntamiento está compuesto por: un presidente municipal, un síndico, y catorce regidores. De acuerdo al Instituto Nacional electoral (INE) el municipio está integrado por cincuenta y tres secciones electorales, de la 0457 a la 0509. Para la elección de diputados federales a la Cámara de Diputados de México y diputados locales al Congreso de Hidalgo, se encuentra integrado al distrito electoral federal 1 de Hidalgo y al distrito electoral local 4 de Hidalgo. A nivel estatal administrativo pertenece a la Macrorregión IV y a la Microrregión IV, además de a la Región Operativa X Huejutla.

### Cronología de presidentes municipales
| Periodo                  | Nombre                       | Afiliación política        |
| ------------------------ | ---------------------------- | -------------------------- |
| 1964-1967                | René Espinosa Sagahón        | -                          |
| 1967-1970                | Ángel Quintero Hernández     | -                          |
| 1970-1973                | Efraín Zúñiga Rodríguez      | -                          |
| 1973-1976                | Esteban Saldierna Lara       | -                          |
| 1976-1979                | Eustaquio Olivares Flores    | -                          |
| 1979-1982                | Jesús Nochebuena Lara        | -                          |
| 1982-1985                | Fernando V. Azuara del Ángel | -                          |
| 1985-1988                | José Méndez Morales          | -                          |
| 1988-1991                | Flavio Crespo García         | -                          |
| 1991-1994                | Manuel Vera Martínez         | -                          |
| 16/01/1994 al 15/01/1997 | María del Carmen Lara García | PRI                        |
| 16/01/1997 al 15/01/2000 | José Luis Fayad Medina       | PRI                        |
| 16/01/2000 al 15/01/2003 | Carlos Fayad Ruiz            | PRI                        |
| 16/01/2003 al 15/01/2006 | José Alfredo San Román Duval | PAN                        |
| 16/01/2006 al 15/01/2009 | Marco Antonio Ramos Moguel   | PRD                        |
| 16/01/2009 al 15/01/2012 | Alejandro Nava Soto          | PAN                        |
| 16/01/2012 al 04/09/2016 | José Alfredo San Román Duval | PC                         |
| 05/09/2016 al 04/09/2020 | Raúl Badillo Ramírez         | PES                        |
| 05/09/2020 al 14/12/2020 | Lucía Bautista Hernández     | Concejo municipal Interino |
| 15/12/2020 al 01/03/2024 | Daniel Andrade Zurutuza      | PESH                       |
| 01/03/2024 al 04/09/2024 | José Pilar López Espinoza    | PESH                       |
| 05/09/2024 al 04/09/2027 | José Alfredo San Román Duval | Morena                     |

## Economía
En 2015 el municipio presenta un IDH de 0.739 Alto, por lo que ocupa el lugar 31.º a nivel estatal; y en 2005 presentó un PIB de $3 454 213 367 pesos mexicanos, y un PIB per cápita de $29 833 (precios corrientes de 2005).
De acuerdo con el Consejo Nacional de Evaluación de la Política de Desarrollo Social (Coneval), el municipio registra un Índice de Marginación Medio. El 43.4% de la población se encuentra en pobreza moderada y 23.2% se encuentra en pobreza extrema. En 2015, el municipio ocupó el lugar 56 de 84 municipios en la escala estatal de rezago social.
A datos de 2015, en materia de agricultura, los principales cultivos son maíz con una superficie sembrada de 14 234 hectáreas y con 719 hectáreas de fríjol, café con 2440, además de otros cultivos como tomate y chile. En ganadería se cuenta con una población de 18,457 cabezas; 15 375 cabezas de porcino, y 2200 cabezas de ganado ovino. En lo que se refiere a la apicultura, en algunas comunidades es recolectada la miel y cera de abejas. En lo que respecta a la avicultura, podemos mencionar que se crían aves de engorda y postura, así como pavos.
Para 2015 existen 4520 unidades económicas, que generaban empleos para 16 089 personas. En lo que respecta al comercio, se cuenta con seis tianguis, quince tiendas Liconsa, y ochenta y cuatro tiendas Diconsa; además de un mercado público y una Central de Abastos.
De acuerdo con cifras al año 2015 presentadas en los censos económicos del INEGI, la Población Económicamente Activa (PEA) de 12 años y más del municipio asciende a 41 794 de las cuales 40 702 se encuentran ocupadas y 1092 se encuentran desocupadas. El 22.7% pertenece al sector primario, el 18.4% pertenece al sector secundario, el 57.8% pertenece al sector terciario.